# Chloe Likes Olivia
Chloe Likes Olivia er en dansk kortfilm fra 2011, der er instrueret af Mette Kjærgaard efter manuskript af Jenny Lund Madsen.

## Handling
Filmen er et lesbisk kammerspil. Olivia har taget Chloe med hjem fra byen. Chloe er forelsket i Olivia, men Olivia er kæreste med Andrea, som venter hjemme. Et trekantsdrama udvikler sig over kort tid og sætter Olivia i en position, hvor hun skal træffe et valg: Hvornår er nok nok?